# Östra Orusts landskommun
Östra Orusts landskommun var en tidigare kommun i dåvarande Göteborgs och Bohus län.

## Administrativ historik
Vid kommunreformen 1952 bildades storkommunerna Myckleby och Tegneby genom sammanläggning av vardera tre tidigare kommuner.
Dessa skulle inte komma att fortleva fram till nästa allmänna kommunreform utan lades samman till Östra Orust redan efter tio år, 1962.
Denna kommun blev ännu mer kortlivad och gick 1971 upp i nybildade Orusts kommun.
Kommunkoden var 1421 (övertagen från Tegneby).

### Kyrklig tillhörighet
Östra Orusts landskommun hörde i kyrkligt hänseende till församlingarna Långelanda, Myckleby, Röra, Stala, Tegneby och Torp.

## Politik

### Mandatfördelning i valen 1962–1966
| 10 | 5 | 12 | 7 | 6 |

| 38 |

| 9 | 8 | 12 | 9 | 2 |

| 37 |